# Dogmatique (Karl Barth)
La Dogmatique  (en allemand : Kirchliche Dogmatik, littéralement « Dogmatique ecclésiale ») est l'œuvre principale du théologien protestant Karl Barth (1886-1968). En langue allemande, le premier tome a été publié en 1932, et le quatrième et dernier en 1967 sous forme de fragments. L'ensemble représente plus de 9000 pages. La traduction française, sous le titre Dogmatique, comprend 26 volumes parus chez Labor et Fides entre 1953 et 1974 pour la première édition.

## Présentation
Dans la Dogmatique, Barth s'attache à définir une théologie dialectique qui ne prend pas l'expérience humaine comme point de départ et, au contraire, place Dieu en son centre. Sa démarche s'articule selon un plan en 5 parties : « 1. Prolégomènes », « 2. Doctrine de Dieu », « 3. Doctrine de la création », « 4. Doctrine de la réconciliation » (fragments) et « 5. Doctrine de la rédemption » (non écrite).

## Numérotation des volumes chez Labor et Fides
La traduction française chez Labor et Fides est publiée en 26 volumes physiques. Chaque partie peut dont être répartie entre plusieurs volumes physiques. Par ailleurs, les parties sont appelées « Volumes » sur les pages de garde. Elles comportent chacune un titre. Elles sont ensuite divisées en tomes. Chaque tome peut être lui même subdivisé en volume physique, auquel correspond une étoile. 
Voici un tableau de correspondance entre les volumes physiques et les volumes logiques.
| Volume physique | Volume éditorial / partie | Titre volume                  | Tome | Nombre d'étoiles |
| 1               | 1                         | Doctrine de la parole de Dieu | 1    | *                |
| 2               | 1                         | Doctrine de la parole de Dieu | 1    | **               |
| 3               | 1                         | Doctrine de la parole de Dieu | 2    | *                |
| 4               | 1                         | Doctrine de la parole de Dieu | 2    | **               |
| 5               | 1                         | Doctrine de la parole de Dieu | 2    | ***              |
| 6               | 2                         | Doctrine de Dieu              | 1    | *                |
| 7               | 2                         | Doctrine de Dieu              | 1    | **               |
| 8               | 2                         | Doctrine de Dieu              | 2    | *                |
| 9               | 2                         | Doctrine de Dieu              | 2    | **               |
| 10              | 3                         | Doctrine de la création       | 1    | -                |
| 11              | 3                         | Doctrine de la création       | 2    | *                |
| 12              | 3                         | Doctrine de la création       | 2    | **               |
| 13              | 3                         | Doctrine de la création       | 3    | *                |
| 14              | 3                         | Doctrine de la création       | 3    | **               |
| 15              | 3                         | Doctrine de la création       | 4    | *                |
| 16              | 3                         | Doctrine de la création       | 4    | **               |
| 17              | 4                         | Doctrine de la réconciliation | 1    | *                |
| 18              | 4                         | Doctrine de la réconciliation | 1    | **               |
| 19              | 4                         | Doctrine de la réconciliation | 1    | ***              |
| 20              | 4                         | Doctrine de la réconciliation | 2    | *                |
| 21              | 4                         | Doctrine de la réconciliation | 2    | **               |
| 22              | 4                         | Doctrine de la réconciliation | 2    | ***              |
| 23              | 4                         | Doctrine de la réconciliation | 3    | *                |
| 24              | 4                         | Doctrine de la réconciliation | 3    | **               |
| 25              | 4                         | Doctrine de la réconciliation | 3    | ***              |
| 26              | 4                         | Doctrine de la réconciliation | 4    | -                |

### Ouvrages
- Hans Urs von Balthasar, Karl Barth. Présentation et interprétation de sa théologie, trad. fr., Cerf, 2008, 571 p.
- Henri Bouillard, Karl Barth, trois tomes, Aubier, 1957
- Benoît Bourgine, L'Herméneutique de Karl Barth : exégèse et dogmatique dans le IVe volume de la Kirchliche Dogmatik, Leuven, Leuven University Press & Peeters, 2003
- Rosalene Bradbury, Cross Theology : The Classical Theologia Crucis and Karl Barth's Modern Theology of the Cross, Wipf & Stock Publishers, 2011  (ISBN 978-1-63087-617-3)
- Bruce McCormack, Karl Barth’s Critically Realistic Dialectical Theology, Clarendon Press, 1995
- Otto Weber, Karl Barths Kirchliche Dogmatik. Ein einführender Bericht, Neukirchen-Vluyn, 1984  (ISBN 3-7887-0467-5)

### Articles
- Emmanuel Durand, « "Trinité immanente" et "Trinité économique" selon Karl Barth. Les déclinaisons de la distinction et son dépassement (Aufhebung) », Revue des sciences philosophiques et théologiques, 2006/3 (tome 90), p. 453-478
- Olric de Gélis, « "Je suis la Vérité" chez Karl Barth », diocèse de Paris
- André Gounelle, « Théologie des religions. Première partie : les exclusivismes. Le courant barthien »
- Roger Mehl, « Karl Barth, Dogmatique. Premier volume : La Doctrine de la Parole de Dieu. Prolégomènes à la Dogmatique, t. 1er. Genève, Ed. Labor et Fides, 1953 », compte rendu, Revue d'histoire et de philosophie religieuses, 1954, 34-1, p. 58-60
- Peter Goodwin Heltzel & Christian T. Collins Winn, « Karl Barth, reconciliation, and the Triune God », Cambridge University Press, 2011